# Castle of Giffen

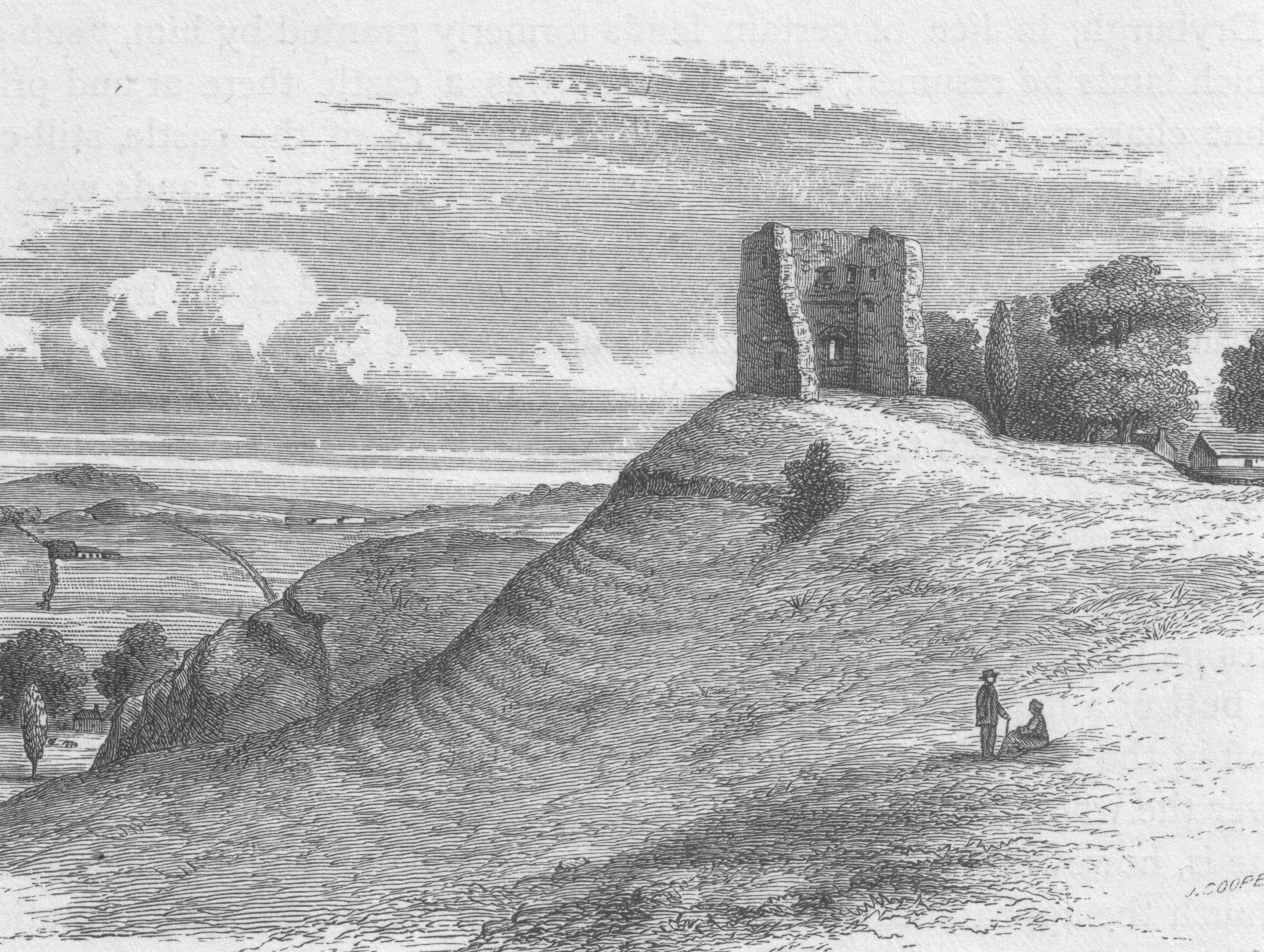
Castle of Giffen 1835 mit den Gebäuden der Mains of Giffen am rechten Bildrand.

Castle of Giffen sind die Reste einer Burg aus dem 15. Jahrhundert in der Gemeinde Beith in der schottischen Council Area North Ayrshire.

## Geschichte
Die 12 Meter hohe Turmburg lag in der Nähe des Bauernhofes Mains of Giffen auf einer 50 Meter hohen Hügelkette. MacGibbon und Ross meinen, dass das Castle of Giffen im 15. Jahrhundert errichtet worden sei, auch wenn Walter de Mulcaster bereits 1233 das Land dazu erhielt, vorher dort bereits eine Kapelle existierte und dies vermuten lässt, dass es bereits damals irgendeine Verteidigungsanlage dort gab. Zur Zeit von Ponts Bericht (J. Dobie, 1876) handelte es sich um einen Turm mit 9,1 Meter × 9,1 Meter Grundfläche und 12 Meter Höhe mit 1,8 Meter dicken Wänden. Die Burg verfiel bald nach 1726 und brach schließlich 1838 vollständig zusammen. In einigen alten Karten ist der Ort auch als Griffen bezeichnet.
Anfang des 18. Jahrhunderts erwarb Sir John Anstruther die Burg und er ließ sie zusammen mit dem anschließenden Bauernhaus verfallen. Die Sonnenuhr, die sich ursprünglich im Garten der Burg befand, wurde verkauft und später zum (heute ebenfalls abgerissenen) Crummock House in Beith verbracht. Das horizontale Blatt der Sonnenuhr war mit Schnecken unterteilt, zwischen denen sich ein Löwenkopf mit einer Rose abwechselte; sie wurde 1719 hergestellt und 1810 repariert. Aus den Bausteinen der Burgruine wurden örtliche Bauernhäuser errichtet; die Reste der Ruine wurden dann konsequent entfernt. Über dem Eingang mit seiner starken Eisentür war ein Relief eines Mannes, der mit Pfeil und Bogen ein Wildschwein schießt. Es ist nicht unwahrscheinlich, dass es an eine wilde Jagd eines Mitgliedes der Familie von Giffen erinnerte. Ein ähnliches Relief an der Pfarrkirche von ‚‘Linton‘‘ erinnert an solch ein Ereignis, wofür Wilhelm der Löwe den Schützen zum Ritter schlug und ihm die Ländereien und die Baronie von Linton verlehnte.
1837 stürzte die Südmauer der Burg ein und am 12. April 1838 brachen in der Stille der Nacht die Nord- und die Ostmauer der alten Burg zusammen und ließen nur einen unordentlichen Haufen von Steinen zurück. Der angrenzende Bauernhof Mains of Giffen war 1726 von den Anstruthers an Robert Craig verpachtet. John King von Giffin Miln baute sein Haus aus Steinen von der Burg und so kamen vermutlich die alten Reliefe in die Mauern dieses Gebäudes. Die Türlaibungen sollen auch von der alten Burg stammen. Thomas Craig, der Enkel von Robert Craig, reichte 1816 den Pachtvertrag weiter an Thomas White; unter seiner Ägide brach die Burg endgültig zusammen, was James William, einen örtlichen Dichter, zu folgendem Gedicht inspirierte:

”Hard-hearted misers worship dust,

Their covetous mind is little worth,

Secured in chains for mammon’s curse,

The older they grow worse and worse!”

(dt.: Sture Geizhälse beten den Staub an,

Ihr begieriger Geist ist wenig wert,

Gesichert in Ketten um des Mammons Willen,

Je älter sie werden, desto schlimmer werden sie!)

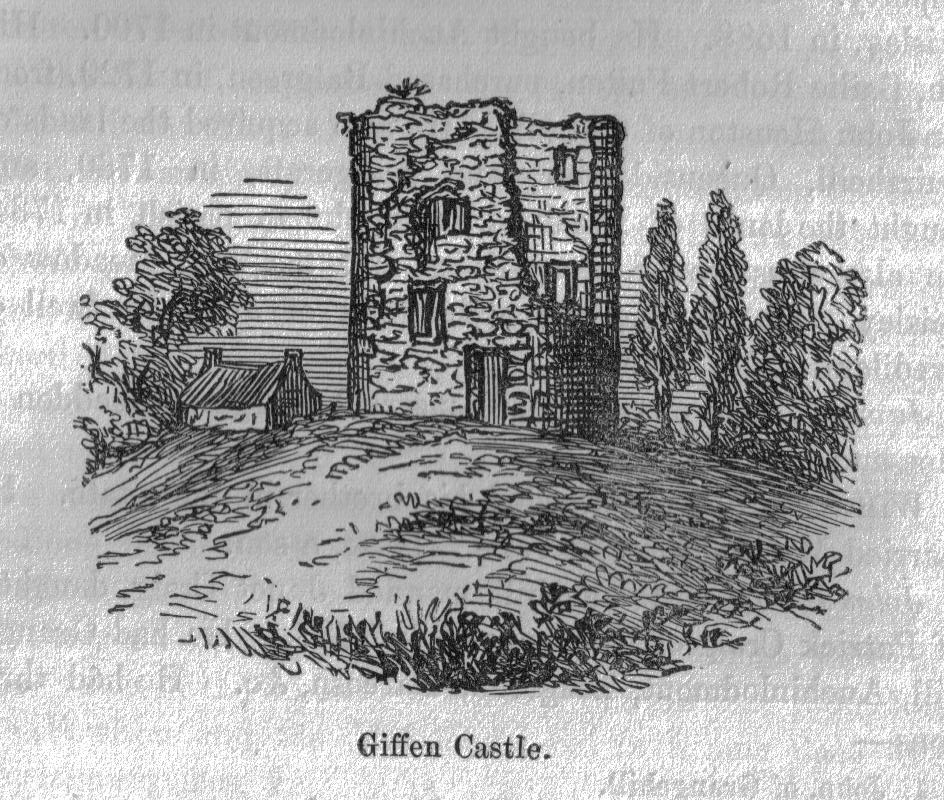
Giffen Castle in den 1800er-Jahren, vermutlich mit der alten Giffen Farm, gerade noch sichtbar am linken Bildrand.

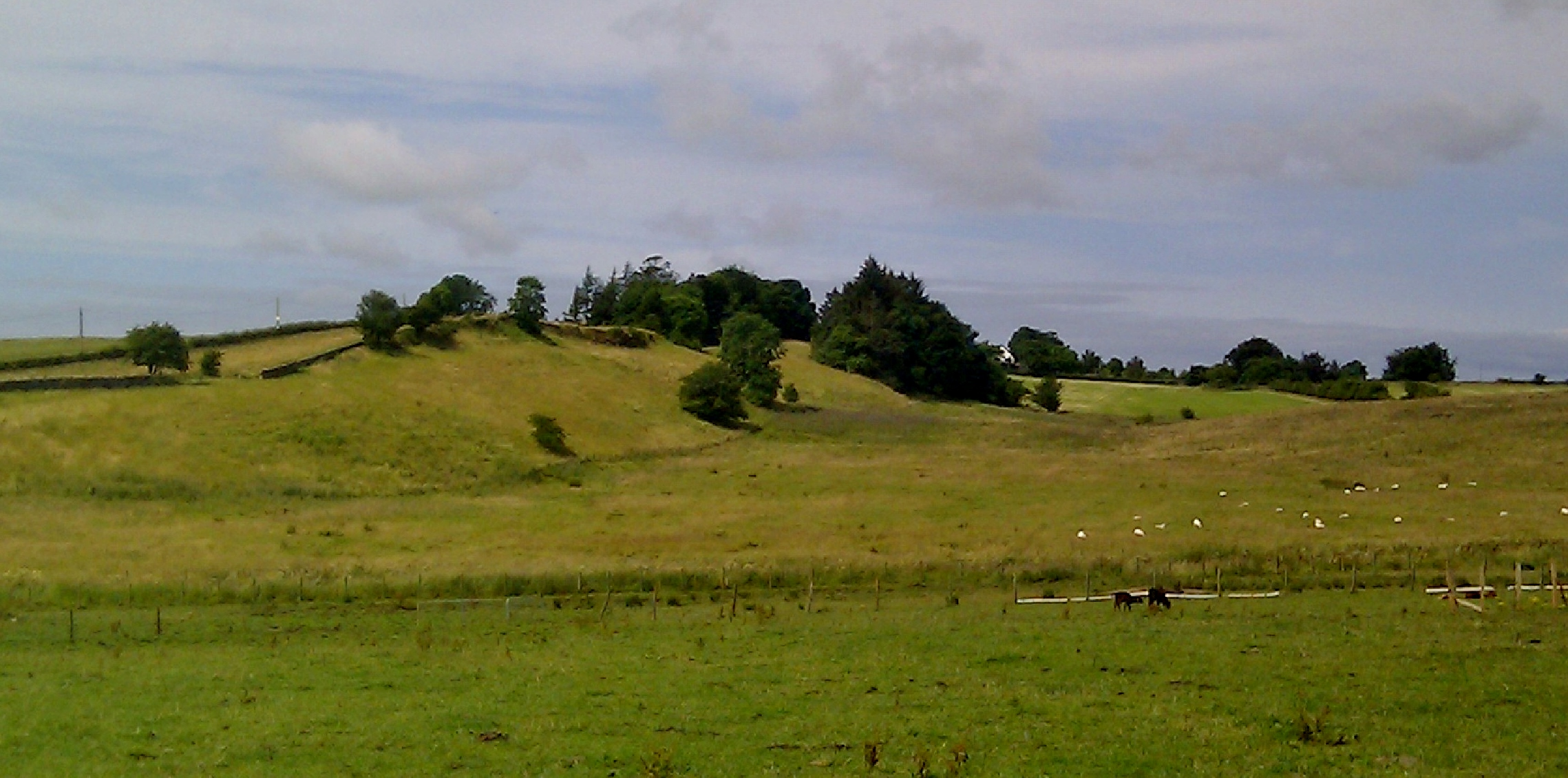
Giffen Craigs und Bank of Giffen von der Burnhouse Manor Farm aus.

Im August 1956 berichtete der Ordnance Survey, dass „die Überreste des Castle of Giffen nun aus drei Fragmenten zusammengebrochenen Mauerwerks bestünden, das größte Teil 4 Meter lang, 2 Meter dick und 1,9 Meter hoch. Der Rest der Burg sei um 1920 abgerissen worden, als man der angrenzenden Steinbruch eröffnete.“
Im Juni 1983 besuchte der Ordnance Survey das Gelände erneut und stellte fest, dass „es an dieser Stelle keine Überreste der Burg mehr gebe. Die drei Fragmente von Mauerwerk seien tatsächlich große, umgefallene Blocks und bildeten zusammen mit einer Masse loser, behauener Steine, die auch von der Burg stammten, einen Steingarten. Ein Türsturz über dem Eingang des angrenzenden Mains-Hauses trage die Inschrift RC MC 1758. Dieser scheine aus derselben Zeit zu stammen wie das einstöckige Haus und seine Verbindung zur alten Burg sei zweifelhaft.“
Mr Robert King, der Bauer des Geländes beim Castle of Giffen, berichtete in den 1890er-Jahren, dass er, als er Gräben nordöstlich der Burg anlegte, eine große Zahl von Knochen gefunden hätte, wovon es das Gerücht gebe, dass sie das Resultat einer Schlacht seien, die der Herr der Burg und seine Leibeigenen gegen Angreifer ausgefochten hätten. Die Knochen seien in einer Höhle westlich der Burg gelegen und zwischen dieser Höhle und dem erhöhten Gelände, auf dem Burg und Siedlung von Giffen liegen. Mit Metalldetektoren wurde eine Reihe von Musketenprojektilen in der Gegend gefunden.